# Première Affaire
Pour plus de détails, voir Fiche technique et Distribution.
Première Affaire est un film dramatique français réalisé par Victoria Musiedlak et sorti en 2024,.

## Synopsis
Jeune avocate fraichement diplômée, Nora a l'impression de n'avoir rien vécu lorsqu'elle est propulsée dans sa première affaire pénale. De sa première garde à vue au suivi de l’instruction, Nora découvre la cruauté du monde qui l’entoure, dans sa vie intime comme professionnelle. Emportée par la frénésie de sa nouvelle vie, elle multiplie les erreurs et en vient à questionner ses choix.

## Fiche technique
Sauf indication contraire, les informations mentionnées dans cette section peuvent être confirmées par les bases de données cinématographiques IMDb et Allociné,  présentes dans la section « Liens externes ».
- Titre original : Première Affaire
- Réalisation : Victoria Musiedlak
- Scénario : Victoria Musiedlak
- Musique : Martin Caraux et Olivier Marguerit
- Décors : Clémence Ney
- Costumes : Céline Brelaud
- Photographie : Martin Rit
- Son : Najib El Yafi, Thomas Guytard et Benjamin Laurent
- Montage : Carole Le Page
- Production : Camille Deleau
- Sociétés de production : Ligne 2 et France 2
- Société de distribution : Be For Films et Tandem
- Budget :
- Pays de production :  France
- Langue originale : français
- Format :
- Genre : Drame
- Durée : 98 minutes
- Dates de sortie :
  - Suisse : 9 août 2023 (Locarno)
  - France : 
    - 22 août 2023 (Angoulême)
    - 24 avril 2024 (en salles)

## Distribution
- Noée Abita : Nora Aït
- Anders Danielsen Lie : Alexis Servan
- Alexis Neises : Jordan Blesy
- François Morel : Édouard Saint-Brieuc
- Andranic Manet : Steeve
- Louise Chevillotte : Laëtitia
- Chad Chenouga : Arezki Aït, le père de Nora
- Saadia Bentaïeb : Baya Aït, la mère de Nora
- Sonia Bendhaou : Siham Aït, la soeur de Nora
- Valérie Trajanovski : Sylviane Blésy, la mère de Jordan

## Exploitation
1ière Festival international de Locarno, Piazza Grande - 
1ière Française Festival d'Angoulème, Sélection officielle - 
Sélection Film at Lincoln Center - New York - 
Sélection Cinemania Montréal - 
Sélection Festival international du Caire - 
Sélection International de Tübingen - 
Sélection Istambul Museum of Art - 
Sélection Festival du film français d'Helvétie -